# Passo del Paretaio
Il passo del Paretaio è un valico dell'Appennino tosco-romagnolo posto ad un'altitudine di 950 m s.l.m. È ubicato in provincia di Firenze, al confine fra i comuni di Firenzuola e di Palazzuolo sul Senio, lungo la strada provinciale 32 "della Faggiola" che collega la valle del Santerno con quella del Senio.
A poca distanza dal passo, in direzione nord, si erge il complesso montuoso del monte Faggiola.
Il passo del Paretaio è il punto di arrivo della camminata storica rievocativa che annualmente si svolge a inizio giugno con partenza da Imola lungo un percorso di circa 40 km che ripercorre i sentieri usati dalle staffette partigiane della 36ª Brigata Garibaldi.